# Hans Natonek
Hans Natonek (né le 28 octobre 1892 à Vinohrady, Prague, mort le 23 octobre 1963 à Tucson, Arizona) est un écrivain et journaliste germano-tchèque.

## Biographie
Il est le petit-fils d'un rabbin de Székesfehérvár. Son père est le directeur des assurances de la Triester Lloyd. Après avoir fréquenté l'école de commerce de Prague, il fait un semestre à Vienne. Il vit à Leipzig jusqu'en 1917, se fait baptiser et épouse Gertrude Hüther en 1918. De ce mariage, naissent Wolfgang et Susanne (née et morte en 1924).
Politiquement, c'est un libéral. En 1913, il publie dans Die Aktion, le journal de Franz Pfemfert, dans celui de Kurt Hiller et est un collaborateur régulier de Die Weltbühne.
Il publie en 1926 un feuilleton dans le journal libéral Neuen Leipziger Zeitung, propriété d'Ullstein Verlag. Lors de l'arrivée des nazis au pouvoir, il fait partie de la liste des auteurs interdits. En raison de ses origines juives et d'une dénonciation de son ancienne épouse, il doit quitter l'Allemagne en 1935 et s'installe à Prague avec sa seconde épouse, Erica Wassermann, la fille d'un membre de l'université de Hambourg. En 1939, il fuit à Paris où il rejoint Joseph Roth. Avec Walter Mehring, Herta Pauli et Ernst Weiss, il publie un télégramme pour soutenir Thomas Mann. Il parvient à traverser les Pyrénées et à rejoindre l'Espagne puis Lisbonne pour monter à bord du Manhattan. Arrivé à New York en janvier 1941, il écrit ses premières impressions sur les États-Unis à la demande de Bartold Fles qui les publie en 1943. En 1944, il vient avec la professeur de danse Anne Grünwald, émigrée de Francfort en 1936, qui deviendra sa troisième épouse, à Tucson. En 1946, il devient citoyen américain.
Peu de temps avant sa mort, il brûle une grande partie de ses manuscrits, la plupart des écrits restants sont détruits par les termites. Dans l'Allemagne de l'après-guerre, il est un auteur oublié. Quelques tentatives de redécouvertes ont lieu par des rééditions dans les années 1980.

## Œuvre
- (de) Schminke und Alltag [« Maquillage et vie quotidienne »] (Bunte Prosa ("prose colorée")), Leipzig, F. Krick, 1927
- (de) Der Mann der nie genug hat (roman), Vienne, Zsolnay, 1929
- (de) Geld regiert die Welt oder: Die Abenteuer des Gewissens (roman), Berlin, Zsolnay, 1930
- (de) Kinder einer Stadt (roman), Berlin, Zsolnay, 1932
- (de) Der Schlemihl. Ein Roman vom Leben des Adelbert von Chamisso, Amsterdam, Allert de Lange, 1935

aide à la traduction bienvenue
- - (Erstausgabe des den "Heimatlosen der Welt" gewidmeten Exil-Buches)
  - wieder in: H.N.: Der Mann ohne Schatten, zus. mit: Die Vertreibung, Das Kind von Hameln, Schlimme Heimkehr oder zweierlei Schuh, Die Tarnkappe, Corinna oder Abenteuer in Frankreich, Siebenmeilenstiefel, Hat man im Alter die Fülle oder Der stille Mann.- Bertelsmann 1958
- (de) « Wir, die Überlebenden. Gedicht », Aufbau, no 52,‎ 1962
- (de) Die Straße des Verrats  (postface W. U. Schütte) (articles, correspondance et un roman), Berlin, Der Morgen, 1982
- (de) Kinder einer Stadt (roman), Vienne, Paul Zsolnay, coll. « Bücher der Böhmischen Dörfer », 1987 — édité par Jürgen Serke
- (de) Blaubarts letzte Liebe  (postface Jürgen Serke) (roman), coll. « Bücher der Böhmischen Dörfer », 1988
- (de) Im Geräusch der Zeit (articles de 1914 à 1933), Leipzig, Lehmstedt, 2006 — édité par Steffi Böttger.
- (de) Hans Natonek/ Wolfgang Natonek, Briefwechsel 1946-1962, Leipzig, Lehmstedt, 2008 — édité et commenté par Steffi Böttger